# Svezia all'Eurovision Choir
La Svezia ha debuttato all'Eurovision Choir of the Year nel 2019, insieme ad altre 8 nazioni aspiranti.
L'emittente televisiva svedese SVT è stata designata come la responsabile per le partecipazioni alla competizione corale.

## Partecipazioni
- Primo posto
- Secondo posto
- Terzo posto

| Anno | Coro  | Lingua  | Brano/i                              | Posizione |
| ---- | ----- | ------- | ------------------------------------ | --------- |
| 2019 | Zero8 | Svedese | Khourmi Hej dunkom så länge vi levom | NF        |

## Direttori
Le persone che hanno condotto i cori durante la manifestazione:
- 2019: Rasmus Krigström

## Città ospitanti
| Anno | Città    | Luogo          | Presentatori                     |
| ---- | -------- | -------------- | -------------------------------- |
| 2019 | Göteborg | Partille Arena | Petroc Trelawny e Ella Petersson |